# Ehingen (Duisburg)

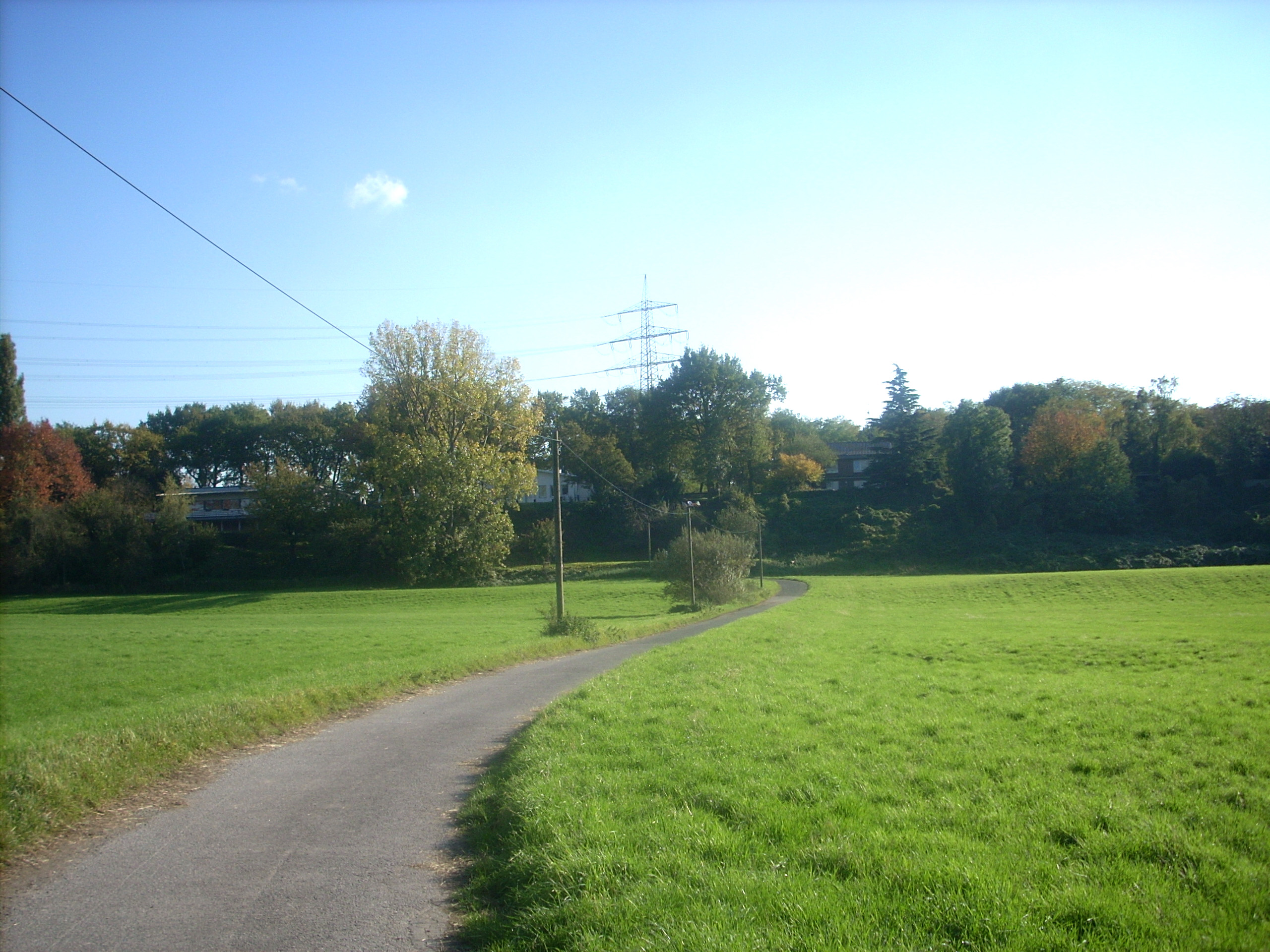
Duisburg-Ehingen

Ehingen ist ein Ortsteil Duisburgs. Der Ort gehört zum Duisburger Stadtteil Mündelheim im Stadtbezirk Duisburg-Süd.

## Lage
Die kleine Ortschaft Ehingen befindet sich im Norden von Mündelheim, zwischen dem Rhein und einem Industriegebiet der Hüttenwerke Krupp Mannesmann, auf zwei Dünen aus der letzten Eiszeit auf einer Höhe von knapp 41 m ü. NN beziehungsweise 39 m ü. NN. Die Dünen sind auch als Ehinger Berge bekannt. Dort befindet sich auch ein gleichnamiges unter Landschaftsschutz stehendes Wäldchen. Richtung Mündelheim gibt es landwirtschaftliche Nutzflächen und zum Rhein hin große Auen und einen Graben, den Drapgraben. Die Stadt Duisburg bezeichnet auf ihrer Website deshalb den Ort als „kleine grüne Oase, direkt am Rhein gelegen, in unmittelbarer Nachbarschaft der Stahlindustrie“.

## Namensursprung
Der Name Ehingen geht auf den gleichnamigen Hof zurück, der später nach dem damaligen Besitzern in Overheider Hof umbenannt wurde.

## Geschichte
Auf dem heutigen Gebiet dürften sich schon früh Menschen angesiedelt haben, da es dank der Dünen ein idealer Schutzplatz gegen das Hochwasser war. Die ersten Hinweise auf Besiedlung stammen aus der mittleren Steinzeit. Spuren auf eine größere Ansiedlung gibt es aus dem 2. Jahrhundert. Mit dem Aufkommen rechtsrheinischer Truppen musste die Siedlung aufgegeben werden. Erst seit der spätfränkischen Zeit gibt es wieder Ansiedlungen. Die erste urkundliche Erwähnung stammt aus dem Jahr 1165: Der Abt des Klosters Werden bestätigt die Schenkung von 15 Schilling von Gerbert, Priester von St. Clemens am Born. In der Urkunde wird u. a. auch Wanheim bei Ehingen (Iuxta Eing in Wagenhem) genannt.
Die nächste urkundliche Nennung Ehingens datiert aus dem Jahr 1221: Mit der Urkunde gibt der Kölner Erzbischof Engelbert bekannt, dass Konrad von Erkrath (Erkerohde), Sohn der Schwester des verstorbenen Edelherrn Heinrich von Denn (Danne), auf sein Lehen, den Hof in Ehingen (Eingin) im Kirchspiel Mündelheim, zugunsten des Erzbischofs verzichtet habe. Der Erzbischof schenkt nun den Hof mit allem seinem Zubehör zum Seelenheil seines 1218 auf dem Kreuzzug von Damiette verstorbenen Bruders Graf Adolf von Berg der Marienkirche zu Gräfrath. Heinrich von Denn hatte zuvor den freieigenen Hof Ehingen dem Grafen Adolf von Berg aufgetragen und zum Lehen zurückempfangen.
Das Kloster Gräfrath wiederum tauschte 1452 das freie Rittergut Ehingen (erve ind goit zo Egyngen, die gelegen is in dem kirspel van Mundelichem ind ouch vrij rittergoit is) mit all seinem Zubehör gegen den Busch Jagenberg im Kirchspiel Solingen ein. Dadurch kam Ehingen an Eberhard von Overheid (Everhart van Overheyde) und seine Frau Mechtild (Mettel). Deren Nachkommen lebten noch 1670 auf dem Hof. Später kam das Gut offenbar in die Hände der Herren von Hatzfeld. 1762 nämlich verkaufte Freiherr Ernst Ludwig von Hatzfeld den Hof für 5000 Reichstaler an Johann Schmitz und Elisabeth Blomenkamp.
Im Laufe der Zeit entwickelte sich um den Hof herum ein kleines Fischerdorf mit landwirtschaftlichen Gebäuden. Trotzdem war Ehingen nie eigenständig, gehörte stattdessen immer verwaltungstechnisch zu Mündelheim und war immer einer der kleinsten Orte. Um 1850 lebten in 50 Gebäuden 150 Menschen. Seit dem 1. August 1929 gehört Ehingen zur Stadt Duisburg (anfänglich noch bis 1935 Duisburg-Hamborn). Davor war es eine selbstständige Gemeinde im damaligen Amt Angermund.
Mit der Ausbreitung der Industrie mussten 75 % des Ortes abgerissen werden. Darunter auch die evangelische Volksschule, die katholische wurde schon im Zweiten Weltkrieg zerstört. Seit der Neuordnung der Duisburger Stadtteile 1975 ist Ehingen ein zum Duisburger Stadtteil Mündelheim gehörender Ortsteil. Bis 1975 hatte Ehingen auch eine Freiwillige Feuerwehr. Mit der Neuordnung der Feuerwehr in Duisburg, wurden die Ehinger mit Mündelheim zur Löschgruppe 705 zusammengelegt. Vor der Neuordnung der Duisburger Stadtteile im Jahre 1975 zählte der Stadtteil etwa 1500 Einwohner. Das heute als Ehingen bezeichnete Gebiet zählt zwischen 130 und 150 Einwohner.

## Heute
Heute stellt sich Ehingen als kleine grüne Oase, direkt am Rhein gelegen, in unmittelbarer Nachbarschaft der Stahlindustrie dar. Am Rhein liegt, in einem ehemaligen Bauernhof, das Wasserwerk der Rheinisch-Westfälischen Wasserwerksgesellschaft, im Süden der kommunale Friedhof. Beliebte Ausflugsziele sind das Bootshaus und des Restaurant am Eichenwäldchen sowie der Wald und die Rheinaue. Zu den Vereinen im Ort gehören die Freien Wasserfreunde, die St. Sebastianus Schützenbruderschaft Mündelheim/Ehingen und der Bürgerverein, der seit einigen Jahren das alte Feuerwehrhaus benutzt, welches 1999 nach dem Neubau der beiden Häuser in Mündelheim frei wurde. Jährliche Ereignisse im Jahr sind das Dorffest des Bürgervereins auf der Festwiese, das Vogelschießen im Ehinger Wäldchen und das Schützenfest im September, ein Osterfeuer, Herbstfest und andere gesellige Veranstaltungen.